# Liste von Psychiatrien in Nordrhein-Westfalen
Die Liste von Psychiatrien in Nordrhein-Westfalen ist eine unvollständige Liste über ehemalige und aktuelle psychiatrische Fachkliniken des Landes Nordrhein-Westfalen.

## Liste
In chronologischer Reihenfolge:
| Name                                            | Ort                | Gründung                           | Bemerkungen                                                                                      | Bild |
| ----------------------------------------------- | ------------------ | ---------------------------------- | ------------------------------------------------------------------------------------------------ | ---- |
| Heil- und Pflegeanstalt Lindenhaus              | Brake, heute Lemgo | 1811                               | 1951 geschlossen                                                                                 |      |
| LWL-Klinik Marsberg                             | Marsberg           | 1814                               | Als Landeshospital Marsberg gegründet, dann Provinzial-Irrenanstalt Westfalen, dann Heilanstalt. |      |
| LWL-Klinik Lippstadt                            | Lippstadt          | 1821                               |                                                                                                  |      |
| Departemental-Irrenanstalt zu Düsseldorf        | Düsseldorf         | 1826                               | aufgelöst 1912                                                                                   |      |
| St. Rochus-Hospital Telgte                      | Telgte             | 1848                               |                                                                                                  |      |
| St. Alexius-/St. Josef-Krankenhaus              | Neuss              | 1858                               |                                                                                                  |      |
| Heilanstalt Pützchen                            | Pützchen           | 1866, gegründet von Leopold Besser | geschlossen 1920                                                                                 |      |
| St.-Alexius-Krankenhaus                         | Neuss              | 1869                               | bis 2012, fortgeführt am St. Josefs-Hospital in Neuss                                            |      |
| LVR-Klinik Düren                                | Düren              | 1873                               |                                                                                                  |      |
| LVR-Klinikum Düsseldorf                         | Düsseldorf         | 1876                               |                                                                                                  |      |
| LWL-Klinik Münster                              | Münster            | 1877                               |                                                                                                  |      |
| LVR-Klinik Bonn                                 | Bonn               | 1882                               |                                                                                                  |      |
| LWL-Klinik Dortmund                             | Dortmund           | 1890                               |                                                                                                  |      |
| Evangelische Stiftung Tannenhof                 | Remscheid          | 1896                               |                                                                                                  |      |
| LVR-Klinik Langenfeld                           | Langenfeld         | 1900                               |                                                                                                  |      |
| Edmund-Lührmann-Stiftung                        | Essen              | 1903                               |                                                                                                  |      |
| LWL-Klinik Warstein                             | Warstein           | 1903                               |                                                                                                  |      |
| LVR-Klinik Viersen                              | Viersen            | 1905                               |                                                                                                  |      |
| LVR-Klinik Bedburg-Hau                          | Bedburg-Hau        | 1912                               |                                                                                                  |      |
| Lippische Nervenklinik Dr. Spernau GmbH & Co.KG | Bad Salzuflen      | 1947                               | [ 1 ]                                                                                            |      |
| LWL-Universitätsklinik Hamm                     | Hamm               | 1951                               | 1951 in Marsberg, dann ab 1952 in Gütersloh, ab 1965 in Hamm.                                    |      |
| LWL-Klinik Hemer                                | Hemer              | 1964                               | auch „Hans-Prinzhorn-Klinik“, benannt nach dem Psychiater und Kunsthistoriker Hans Prinzhorn     |      |
| LVR-Klinik Köln                                 | Köln               | 1970                               |                                                                                                  |      |
| LVR-Klinik Mönchengladbach                      | Mönchengladbach    | 1972                               |                                                                                                  |      |
| Fliedner Krankenhaus Ratingen                   | Ratingen           | 1973                               |                                                                                                  |      |
| LVR-Klinikum Essen                              | Essen              | vor 1974                           |                                                                                                  |      |
| LWL-Universitätsklinik Bochum                   | Bochum             | 1983                               |                                                                                                  |      |
| Klinik am Korso                                 | Bad Oeynhausen     | 1985                               |                                                                                                  |      |
| Haus Horst                                      | Mönchengladbach    | 1988                               |                                                                                                  |      |
| Pröbsting / Haus Pröbsting                      | Borken             | 2000                               | Private Akutklinik für Psychiatrie und Psychotherapie                                            |      |
| LVR-Klinik Köln-Porz                            | Köln               | 2009                               | Mit Forensik. Außenstelle der LVR-Klinik in Köln.                                                |      |
| Großer Neuenhof                                 | Aachen             | 2011                               |                                                                                                  |      |
| KJPP Holweide                                   | Köln               |                                    | [ 3 ]                                                                                            |      |